# Пједиказале (Терни)
Пједиказале је насеље у Италији у округу Терни, региону Умбрија.
Према процени из 2011. у насељу је живело 29 становника. Насеље се налази на надморској висини од 267 м.